# Salses-le-Château
Salses-le-Château település Franciaországban, Pyrénées-Orientales megyében. Lakosainak száma 3888 fő (2022. január 1.). Salses-le-Château Fitou, Leucate, Saint-Hippolyte, Claira, Rivesaltes, Espira-de-l’Agly, Vingrau, Opoul-Périllos, Saint-Laurent-de-la-Salanque és Le Barcarès községekkel határos.

## Népesség
A település népessége az elmúlt években az alábbi módon változott:
| Lakosok száma | 3441 | 3517 | 3501 | 3511 | 3514 | 3616 | 3752 | 3888 |
|               | 2015 | 2016 | 2017 | 2018 | 2019 | 2020 | 2021 | 2022 |